# Hrozba (film)
Hrozba (v originále La Menace) je francouzsko-kanadský hraný film z roku 1977, který režíroval Alain Corneau podle vlastního scénáře. Marie Dubois za tento film získala Césara za nejlepší herečku ve vedlejší roli. Snímek měl světovou premiéru dne 21. září 1977.

## Děj
Dominique žárlí na Henriho, který miluje Julii a ne ji. Pomstí se tím, že Julii udeří a poté se vrhne z útesu. Julie se poté stává hlavní podezřelou. Henri začne rozsévat falešné důkazy, aby přiměl policii, aby ho podezírala a tím dostal Julii z vězení.

## Obsazení
| Yves Montand         | Henri Savin              |
| Carole Laure         | Julie Manet              |
| Marie Duboisová      | Dominique Montlaur       |
| Jean-François Balmer | inspektor Waldeck        |
| Marc Eyraud          | vyšetřovací soudce Baron |
| Roger Muni           | Bruno                    |
| Jacques Rispal       | Paco                     |
| Michel Ruhl          | advokát Leverrier        |
| Gabriel Gascon       | Pannequin                |
| Martin Trévières     | Belloc                   |
| Albert Michel        | obchodník                |
| Pierre Frag          | Maurice                  |
| Marie Pillet         | Yvette                   |
| André Chaumeau       | expert na otisky prstů   |
| Fabienne Arel        | Maria                    |
| Jean-Marie Chazal    | Beaumaire                |
| Olima Raboutet       | kolegyně Manet           |

## Ocenění
- César: nejlepší herečka ve vedlejší roli (Marie Dubois) a nominace v kategoriích nejlepší střih (Henri Lanoë) a nejlepší herec ve vedlejší roli (Jean-François Balmer)